# Vejvanovice
Vejvanovice là một làng thuộc huyện Chrudim, vùng Pardubický, Cộng hòa Séc.